# 千花橐吾
千花橐吾（学名：Ligularia myriocephala）为菊科橐吾属的植物，为中国的特有植物。分布在中国大陆的西藏等地，生长于海拔2,600米至4,300米的地区，多生长于林缘以及草地，目前尚未由人工引种栽培。